# Dolmen du Bünz
Le dolmen du Bünz est un dolmen situé à Inzinzac-Lochrist, près de Lorient, dans le Morbihan, en Bretagne.

## Historique
Le dolmen du Bünz a été découvert en 1977 par R. Bertrand. Il fait l’objet d’un classement au titre des monuments historiques par arrêté du 25 septembre 1979.

## Présentation
Le dolmen a été édifié sur une petite éminence rocheuse à 36 m d'altitude. Le dolmen est orienté au nord-ouest/sud-est. Bien qu'il soit endommagé, l'étude de son architecture permet de le rattacher au type des dolmens transeptés. Il comporte deux cellules latérales côté sud-ouest, une cellule côté nord-est et une cellule terminale. Toutes les dalles sont en granite d'origine locale.